# Aryanne
Aryanne est une série achevée de bande dessinée créée par Michel Guillou sur des textes de Jean-Claude Smit et Terence. Elle présente l'histoire d'une ancienne reine qui recherche son époux après une longue catalepsie plusieurs siècles après, mélange de péplum et d'Afrique noire avant la colonisation occidentale. La fin (tomes 8 et 9) se passe dans un pays froid.

## Trame
Aryanne est la jeune, intelligente et belle reine de la cité de Thul. Elle épouse Guise, le roi de la cité d'Atlantis, également un beau prince intelligent. Avant même le mariage, à la suite d'une rencontre imprévue, les futurs mariés tombent fous amoureux. Les deux cités connaissent alors la paix, mais un philtre maléfique fait tomber les deux époux en catalepsie. Ainsi s'achève le premier tome, «les Amants Foudroyés». Atlantis disparaît dans un conflit légendaire où des armes surpuissantes et mystérieuses sont utilisées.
Plus tard, sans doute au moins un siècle après, un capitaine de pirates découvre les deux mariés toujours en catalepsie. Obsédée par sa beauté, il finit par la violer, ce qui la réveille. Il ne perd néanmoins pas le nord et veut connaître les secrets d'Atlantis, notamment les armes fabuleuses. Aryanne lui dit qu'il faut réveiller Guise, le seul à connaître ces secrets. Ce dernier a bu une quantité plus importante du philtre et ne peut être réveillé.
Aryanne, toujours amoureuse, va donc connaître de nouvelles aventures, se lier avec le pirate mais garder intacte sa volonté de réveiller son amour. Elle en vient à être hébergée ainsi que le pirate dans la cité du Ghoum, en Afrique noire, là où vivent les descendants des survivants d'Atlantis. Ceux-ci ont des masques d'animaux car leur visage est devenu difforme vraisemblablement à la suite du conflit qui a anéanti leur ville d'origine. Ils ont de nombreux esclaves noirs. Voulant restaurer l'ancienne prospérité des deux cités, elle doit combattre le chef en place.
Certains sorciers noirs savent créer des zombies.
Après le passage en Afrique, elle va dans un pays frois, dans le Nord de la planète[réf. nécessaire]. C'est là que se finit le 9ème et dernier tome.

## Genre
Sur la trame d'une aventure antique, cette série mêle le fantastique et l'érotisme.
Selon Henri Filippini, « les aventures d'Aryanne constituent une sorte de péplum violent et insolite ».

## Auteurs
Michel Guillou a un « dessin clair », avec des « femmes belles et provocantes », selon Filippini.
Les scénaristes sont Terence (Thierry Martens) et Jean-Claude Smit, qui est plus connu sous son pseudonyme Mythic. Ils écrivent cette série sous leur pseudonyme Terence/Smit. Leur type de scénario est jugé habile et proche du roman-feuilleton.

## Dénouement
Dans le dernier tome qui a lieu dans une zone très froide de la planète, Aryanne retombe contre sa volonté, victime d'un complot, en catalepsie et il est précisé qu'elle se réveillera à nouveau pour connaître d'autres aventures et d'autres hommes.

## Publication, albums
Les aventures d'Aryanne sont publiées par les éditions Magic Strip, dans la collection "Himalaya", puis par les éditions Loempia.
1. Les amants foudroyés, Magic Strip, 1986.
2. Les voyageurs de la mort longue, Magic Strip, 1986.
3. Les Bannis du désert, Magic Strip, 1987.
4. Le Nil noir, Loempia, 1989.
5. La dernière colonne, Loempia, 1989.
6. Le tueur de la pluie, Loempia, 1990.
7. Les entrailles du Paradis, Loempia, 1990.
8. À l'aube des glaces, Loempia, 1991.
9. La Cité des sciences, Loempia, 1991.

- Hors série, Flip Book, Loempia, 1989.